# Gudauri
Gudauri (in georgiano გუდაური?) è una località di villeggiatura nella municipalità di Kazbegi, in Georgia.
Si trova a 120 chilometri dalla capitale georgiana Tbilisi, a 2196 metri sul livello del mare, sulla Strada militare georgiana (parte della Strada europea E117) nel Gran Caucaso. Gudauri è il principale comprensorio sciistico della Georgia, oltre a Bakuriani, ed è nota per la possibilità di praticare l'heliski sul monte Kudebi (3006 m).

## Storia
Gudauri era originariamente una stazione di posta, dove le diligenze cambiavano i cavalli tra Tbilisi e Vladikavkàz. Negli anni 1970 venne fondata la scuola georgiana di sci per bambini e fu costruita la prima funivia. Lo sviluppo del comprensorio sciistico iniziò nel 1980, quando le autorità di Mosca decisero di approntare sul Caucaso un luogo di villeggiatura riservato a cittadini occidentali paganti in valuta straniera. A tal scopo il governo georgiano incaricò due italiani esperti di turismo (Hugo Iling e Giuseppe Canestrini) a esplorare il territorio e individuare un luogo adatto agli sport invernali in Georgia.
Nel 1988 alcuni investitori austriaci e svedesi costruirono un albergo a quattro stelle con 300 posti letto, piscina, pista da bowling e campo da tennis, oltre agli impianti di risalita, con una spesa equivalente a 30 milioni di euro odierni. Successivamente vennero costruiti altri nove alberghi, una pensione e due rifugi; altri alberghi e condomini furono edificati lungo la strada principale. Dal 2004 il numero di turisti, provenienti principalmente da Stati Uniti, Germania, Austria, Israele e Turchia, è aumentato ogni anno.

## Sport invernali
La stagione invernale va da dicembre a metà aprile, con un manto nevoso medio di 1,5 metri. In caso di grandi nevicate invernali, lo sci è ancora possibile in maggio: ad esempio nell'inverno 2004/2005 la neve arrivò all'altezza di cinque metri. 
Il comprensorio dispone di otto piste battute (di categoria blu, rossa e nera) e regolarmente mantenute, ad un'altitudine compresa tra 1900 m e 3260 m, per una lunghezza totale di 57 chilometri, di cinque chilometri per quella più lunga.
La stazione sciistica è servita da cinque seggiovie da tre-quattro posti di produzione austriaca, con una capacità di trasporto di circa 6.000 persone all'ora, in funzione tra le 10.00 e le 16.00 o 17.00.
La località è famosa per l'eliscì per l'assenza di pericolo di valanghe e di rocce sotto la neve profonda sulle piste. Un'azienda svizzera-austriaca porta sciatori e snowboarder fino a 4.400 m di altitudine, nelle destinazioni più popolari sul Monte Kazbek, le gole di Trusso, Ksani, Liachwi e Gudamakari, nonché l'altipiano di Mepiskalo.
La Federazione internazionale sci (FIS) ha omologato le piste per le gare di slalom, slalom gigante, super gigante e lo sci alpino. Dagli anni 1980 Gudauri ha ospitato quattro gare FIS e due campionati nazionali sovietici di sci. La più importante competizione sciistica georgiana, chiamata Sukhia e paragonabile al campionato nazionale, viene organizzata a Gudauri quasi ogni anno, in alternativa al comprensorio di Bakuriani.

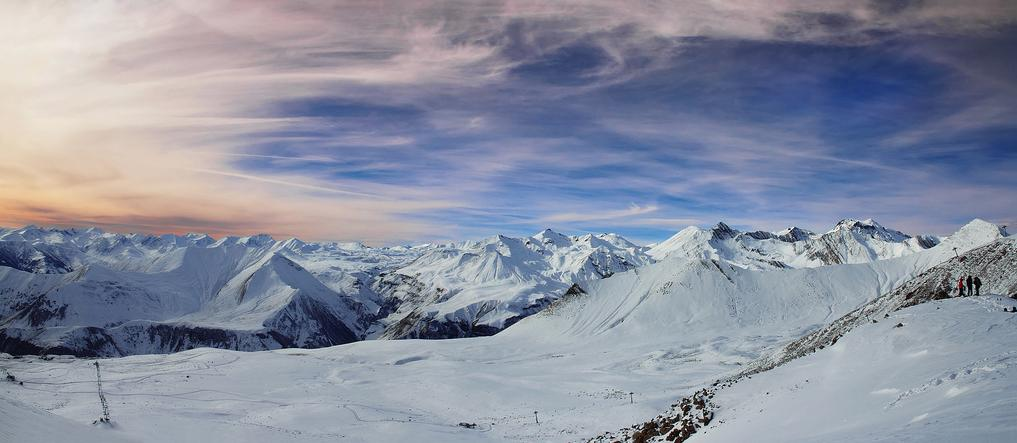
Panorama

## Stagione estiva
La stagione estiva dura da maggio a ottobre. In estate Gudauri offre passeggiate attraverso la valle del Chada, fino all'omonimo rifugio a quota 2.670 m e al ghiacciaio Dewdoraki.
Inoltre è possibile praticare la pesca nei torrenti di montagna, anche con metodi tradizionali, ed escursioni a cavallo.